# Betts Island
Betts Island ist eine bis zu 63 m hohe Insel in der Prydz Bay an der Ingrid-Christensen-Küste des ostantarktischen Prinzessin-Elisabeth-Lands. Sie liegt vor dem nördlichen Teil der Larsemann Hills.
Das Antarctic Names Committee of Australia benannte sie 1988 nach Martin Stephen Betts, Leiter einer Mannschaft der Australian National Antarctic Research Expeditions zur Erkundung der Larsemann Hills zwischen 1987 und 1988.